# Rätanstjärnen
Rätanstjärnen är en sjö i Bergs kommun i Jämtland och ingår i Ljungans huvudavrinningsområde. Sjön har en area på 0,102 kvadratkilometer och ligger 485,3 meter över havet.

## Delavrinningsområde
Rätanstjärnen ingår i det delavrinningsområde (693770-144284) som SMHI kallar för Ovan Börmån. Medelhöjden är 447 meter över havet och ytan är 23,79 kvadratkilometer. Räknas de 5 avrinningsområdena uppströms in blir den ackumulerade arean 69,51 kvadratkilometer. Loån som avvattnar avrinningsområdet har biflödesordning 2, vilket innebär att vattnet flödar genom totalt 2 vattendrag innan det når havet efter 183 kilometer. Avrinningsområdet består mestadels av skog (75 procent) och sankmarker (12 procent). Avrinningsområdet har 0,17 kvadratkilometer vattenytor vilket ger det en sjöprocent på 0,7 procent.